# Microdon myrmicae
Microdon myrmicae (лат.) — вид мух-журчалок из подсемейства Microdontinae. Паразиты муравьёв.

## Распространение
Западная Палеарктика: южная и центральная Европа.

## Описание
Мелкие паразитические мухи. Microdon myrmicae встречаются в муравейниках 5 видов рода Myrmica: Myrmica scabrinodis (обнаружены в 26 популяциях), Myrmica gallienii (8), Myrmica rubra (4), Myrmica vandeli (1), и Myrmica sabuleti (1). Microdon myrmicae встречается на влажных лугах, главным образом типа ‘Molinietum’.
До 2002 года вид Microdon myrmicae рассматривался в составе близкого таксона Microdon mutabilis. Оригинальное исследование, проведённое в Великобритании, показало что Microdon myrmicae на Британских островах встречается только в гнёздах муравьёв Myrmica scabrinodis.